# Gotfred Bentzen
Gotfred Eugen Bentzen, född 22 juni 1852 i Fredrikshald, död 7 januari 1937 i Oslo, var en norsk läkare. 
Bentzen blev student 1869 och candidatus medicinæ 1877. År 1878 blev han sekreterare vid Kristiania sundhetskommission och fungerade under de följande åren flera gånger dels som stadsfysikus, dels som polisläkare och som epidemiläkare. Åren 1881–82 studerade han hygien i utlandet och blev 1884 kyrko- och undervisningsdepartementets konsulent i skolhygieniska ärenden. Han tog verksam del i planläggandet av de kommunala epidemisjukhusen på Ullevål och var 1887–91 överläkare vid dessa. Åren 1891–93 var han medicinaldirektör för riket och blev därefter stadsfysikus i Kristiania. 
Redan som student vann Bentzen Kristiania universitets guldmedalj for en anatomisk avhandling. Senare publicerade han dels i norska, dels i utländska tidskrifter en rad arbeten över hygieniska frågor. Han intresserade sig mycket för folkhygien, och det var på hans initiativ, som Norsk Forening for Sundhedspleje stiftades (1885).